# Radiospongilla philippinensis
Radiospongilla philippinensis är en svampdjursart som först beskrevs av Annandale 1909.  Radiospongilla philippinensis ingår i släktet Radiospongilla och familjen Spongillidae. Inga underarter finns listade i Catalogue of Life.